# Podocarpus hispaniolensis
Podocarpus hispaniolensis é uma espécie de conífera da família Podocarpaceae.
Apenas pode ser encontrada na República Dominicana.